# Stephanos Mousouros
Stephanos Mousouros, principe di Samo (Istanbul, 1841 – Istanbul, 1907), è stato un nobile ottomano di origini greche fanariote.

## Biografia
Nato da una famiglia di origini greche fanariote, Stephanos Mousouros venne nominato principe del principato autonomo greco di Samo nel 1896, rimanendo in carica per soli quattro anni sino al 1899, quando decise di dimettersi a causa delle problematiche interne nell'amministrazione ottomana dell'isola.
Morì a Istanbul nel 1907.